# Congrès des démocrates (Namibie)
Pour les articles homonymes, voir Congrès des démocrates.

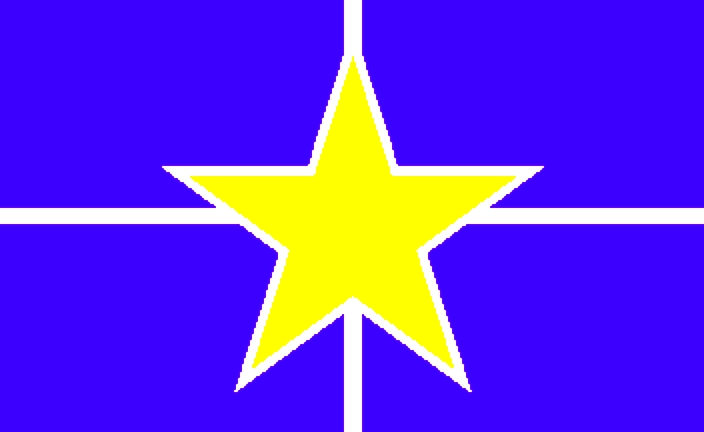

Le Congress of Democrats (CoD) est un parti politique namibien. Il est membre consultatif de l'Internationale socialiste.
Le parti est dirigé par un ancien cadre de la SWAPO, Ben Ulenga
En 1999 et 2004, le Congrès des démocrates était la principale formation d'opposition à l'Assemblée nationale avant de subir un revers important en 2009.

## Histoire
Le Congrès des Démocrates a été créé par Ben Ulenga pour dénoncer le déficit démocratique interne de la SWAPO.
Ce "déficit démocratique" faisait suite à la décision prise par le Président  Sam Nujoma de modifier la constitution afin d'obtenir un troisième mandat et d'apporter une aide militaire au président Laurent-Désiré Kabila de la  République démocratique du Congo. Au nom de la SWAPO a suivi l'exemple d'autres personnages célèbres Ulengas, cependant, étaient du parti des points de passage dans une moindre mesure que prévu.
Lors des élections de 1999, le parti a capté les voix des déçus de l'Alliance démocratique de la Turnhalle et s'est imposée comme la deuxième formation politique du pays. En 2009, le Congrès des Démocrates s'est effondré et n'a conservé qu'un seul siège à l'assemblée.

## Profil du parti
Le Congrès des Démocrates est un parti de gauche, libéral et urbain, critique vis-à-vis des tendances autoritaires, anti-démocratiques, anti-libérales et corrompues du parti au pouvoir depuis l'indépendance de la Namibie, la SWAPO. Le Congrès des Démocrates défend la diversité ethnique, linguistique et culturelle et s’intéresse aux droits des Homosexuels. Alors que la SWAPO stigmatise régulièrement les Homosexuels, les accusant d'être responsables du SIDA et d'autres problèmes sociaux, le Congrès des Démocrates appelle à un renforcement des droits des Homosexuels namibiens. Le CoD milite en faveur de la protection de l'environnement, exige une réduction des effectifs au niveau de l'État central, une décentralisation au niveau des régions et un renforcement des pouvoirs des chefs traditionnels et religieux.
Le parti a, au départ, recueilli un grand nombre de votes au sein de l'électorat éduqué, des membres des organisations de la société civile namibienne (par exemple NAMRIGHTS) et de l'électorat blanc.

## Résultats aux élections

### élections législatives
| élections législatives | % de voix | Nombre de sièges |
| ---------------------- | --------- | ---------------- |
| 2009                   | 0,66 %    | 1                |
| 2004                   | 7,29 %    | 5                |
| 1999                   | 9,94 %    | 7                |
| 1994                   | -         | -                |
| 1989                   | -         | -                |

### Élections présidentielles
| Élections présidentielles | Candidat   | Nombre de voix | % de voix |
| ------------------------- | ---------- | -------------- | --------- |
| 2009                      | Ben Ulenga | 5.812          | 0,72 %    |
| 2004                      | Ben Ulenga | 59.547         | 8,28 %    |
| 1999                      | Ben Ulenga | 56.541         | 10,49 %   |
| 1994                      | -          | -              | -         |

## Sites externes
- Wahlprogramm 2009 des COD (anglais)